# Carex tsoi
Carex tsoi là một loài thực vật có hoa trong họ Cói. Loài này được Merr. & Chun mô tả khoa học đầu tiên năm 1935.